# Плеттенберг
Плеттенберг (нім. Plettenberg) — місто в Німеччині, знаходиться в землі Північний Рейн-Вестфалія. Підпорядковується адміністративному округу Арнсберг. Входить до складу району Меркіш.
Площа — 96,29 км2. Населення становить 24 978 ос. (станом на 31 грудня 2020).

## Географія

### Адміністративний поділ
Місто  складається з 5 районів:
- Плеттенберг
- Айрінггаузен
- Гольтгаузен/Ельзеталь
- Естерталь
- Оле